# Ивванна
Ивванна ( இவ்வன்னா ), вахара мэй (வகர மெய்), вахара отры (வகர ஒற்று)  — 27-я буква тамильского алфавита, обозначает лабиодентальный фрикативный сонант, акустически близок к русскому "В" в слове "вот", в диалектах возможно билабиальное произношение. Графически омоглифичен малаяламской букве кхакарам. По тамильской классификации согласных относится к группе идаийинам (இடையினம்).
Уйирмэййелутты: ல , வா , வி , வீ , வு , வூ , வெ , வே , வை , வொ , வோ , வௌ . 